# Đoko Višnjić
Đoko Višnjić (1838—1907) bio je crnogorsko-hercegovački hajduk i četovođa, komandir Golijskoga bataljona od 1875. godine i prvi golijski kapetan novoosnovane Golijske kapetanije, poslije oslobođenja 1878. godine.

## Biografija
Đoko Višnjić je rođen 1838. godine u Višnjića Dolu u Goliji. Kad je imao 23 godine, zbog turskog terora i nepravdi koje su trpjeli Golijani, otišao je u hajduke i odao se  se četovanju po Crnoj Gori i Hercegovini, punih trinaest godina. U više bojeva sa Turcima pokazao je veliku hrabrost i junaštvo, posebno u bitkama u Dugi, Ništicama i Muratovici. Sve do 1875. godine sa svojim četama bio je strah i trepet za Turke, na terenu Golije, Duge, Hercegovine i Pive. Kada je počeo  rat, 1875.godine, knjaz Nikola ga je imenovao za komandira Golijskoga bataljona. Za vrijeme trogodišnjeg rata učestvovao je u većini bitaka sa Turcima na prostoru Crne Gore i Hercegovine. Poslije oslobođenja je postavljen za kapetana Golijske kapetanije i obavljao je i funkciju komandira Golijsko-rudinjskog bataljona. Na mjestu kapetana bio je do 1887.godine, kada ga je zamijenio sin Jefto Višnjić. Živio je do 1907.godine, kad je narušenog zdravlja izvršio samoubistvo.
U knjizi Golija i Golijani, Obrad Višnjić je opisao biografiju Đoka Višnjića, s posebnim akcentom na njegove dvije najveće vrline čojstvo i junaštvo.

## Primjeri čojstva i junaštva Đoka Višnjića
Iz knjige Obrada Višnjića Golija i Golijani
- Na jednom skupu na Krscu 1862.godine, okupili se Golijani da pregovaraju sa Turcima o haraču. Jedan pijani turski vojnik je maltretirao Golijane, psovao ih, udarao, bacao kape sa glava, što je bila posebno teška uvreda. Kada je došao do Đoka i pokušao isto, Đoko ga udari pesnicom i ovaj padne, a zatim ga udari još nekoliko puta nogom. Đoko tada napusti skup, uzjaha konja i ode u planinu u hajduke. Kada se situacija malo smirila posle par dana, Turci su preko golijskoga kneza  poručivali Đoku da se vrati kući i mane četovanja. Đoko im je ovako odgovorio:"Ja se ne vraćem i dajem tvrdu i časnu moju riječ, da više neću živjeti pod turskim jarmom i da ću četovati i hajdukovati dok ne steknem slobodu ili poginem". Tako je i bilo, Đoko je bio u hajducima punih 13 godina, sve do ustanka 1875. godine, kada je formiran Golijski bataljon, a knjaz Nikola Đoka postavio za komandira.
- 1862.godine, odigrala se velika bitka u mjestu Ništice u Goliji, gdje su Crnogorci žestoko porazili tursku vojsku. To je bila prva veća bitka u kojoj je Đoko učestvovao i u kojoj je pokazao veliku hrabrost i junaštvo. U toj bici imao je žestok okršaj sa turskim bimbašom iz Nikšića Usom Alapom, koga je posle velike borbe prsa u prsa uspio pogubiti. Poslije bitke, vojvoda Petar Vukotić, koji je komandovao bitkom, pohvalio je sve Crnogorce koji su učestvovali u bici, ali je za Đoka posebno naglasio:"Ovo momče Višnjića je danas pokazalo najveće junaštvo i ako bog da da poživi biće glasiti i veliki junak i sam gospodar na Cetinju će znati za njega". Tako je i bilo, jer je Đoka knjaz Nikola izuzetno cijenio i kao junaka i kao čovjeka.
- Zajedno sa Đokom, hajdukovao je i Stevan Milović, veliki junak, koji je bio toliko utužio Turcima, da su na sve načine pokušavali da mu dođu glave. Dedaga Čengić iz Gacko, je na tvrdu riječ pozvao Đoka, da ga posjeti u njegovoj kuli u Lipniku i predložio mu da izda Stevana, a da će mu  zauzvrat dati dukata i zemlje, da mu može i unuče živjeti od toga. Đoka su strašno pogodile te Dedagine riječi, pa mu je odbrusio: "Čengiću, đe mene nađe da udarim na svoj obraz i čast, da izdam najboljeg druga i brata". Odmah zatim, skoči na noge i uzjaha konja da ide. Dedaga vidjevši Đoka kako je reagovao, pokuša da ga malo oraspoloži, pa mu ponudi duvana i fišeka(metaka). Đoko ga drsko prekide i ne dade mu da završi:"Duvana imam, a fišeka ako mi zafali, ako bog da, skinuću sa tvojih Turaka". Iako je dobio nepovoljan odgovor, Dedaga je duboko cijnio ovaj potez Đokov i poslao svoje ljude da pripaze na Đoka da mu se ne desi nešto, dok izađe iz Gacka.
- Knjaz Nikola, poslije oslobođenja 1878.dodine, izdao je zbirku pjesama "Kola", u kojima je opjevao sva crnogorska plemena, osim Golije i Rudina, pod izgovorom da je značajan dio teritorije tih plemena ostao pod Austrougarskom. Knjigu je poslao svim crnogorskim kapetanima, pa i Đoku. Kada je Đoko vidio da mu  knjaz nije opjevao Goliju, bilo mu je mnogo krivo, jer su Golijani dali veliki doprinos u borbi za slobodu, pa mu je vrtatio knjigu i kratko odgovoro:"Ne primam". Knjaz se iznenadio kad mu je knjiga vraćena sa tom porukom, pa je odmah pozvao Đoka da dođe na Cetinje. I jedan i drugi su bili ljuti, svaki iz svojih razloga. Knjaz upita Đoka:"Zašto mi vrati knjigu, Đoko?", a Đoko mu odgovori:"Zato što mi nijesi opjevao pleme". Knjaz mu tada reče da će Goliju i Rudine opjevati, kao nijedno pleme, čim oslobode i  ta područja. Đoko ga sasluša, pa mu reče:" I ja ću Vama tada darivati Skadar, gospodaru, jer za moga i tvoga života se to neće desiti".

## Spoljašnje veze
- Golija na kraju sveta
- Rodoslov Bratstva Mićunović
- Formacija crnogorske vojske 1881. godine, str.45 i 46.[мртва веза]